# Татарське кладовище в Ново-Татарській слободі Казані
Татарське кладовище в Ново-Татарській слободі Казані (тат. Казанның Яңа Татар бистәсе зираты; Приміська вул., 1) — найстаріше місце поховання, яке виникло понад 250 років тому, разом з Ново-Татарською слободою, куди в середині XVIII ст., при знесенні мечетей і хрещенні татар, скориставшись великою пожежею, місцева влада на чолі з православним місіонером Лукою Канашевичем влаштували насильницьке виселення татар з північної частини Старо-Татарської слободи, близької до російського посаду в центрі міста.
Кладовище, з його мусульманськими надгробними каменями, на яких арабською в'яззю, латиницею або кирилицею написані імена людей, що пішли з життя, а також з мечеттю і воротами, які є однією з визначних пам'яток слободи і міста.
Кладовище було головним загальноміським татарським цвинтарем майже весь час існування. У зв'язку з вичерпанням місця, нині на ньому нові могили не виділяються, а поховання проводяться тільки в родинні могили.
На цвинтарі поховані відомі діячі татарської культури. Могила класика татарської поезії Г. Тукая реконструйована.

## Відомі поховання
- Альмеєв Усман — народний артист Татарської АРСР
- Халіл Абжалілов — актор, режисер
- Абдрахман Абсалямов — письменник
- Альфія Авзалова — співачка
- Фатіх Амірхан — письменник
- Енвер Бакіров — композитор
- Гумер Баширов — письменник
- Хайдар Бігічев — співак
- Шаукат Біктеміров — актор
- Гульсум Болгарська — актриса
- Фатих Булатов — генерал-майор
- Равіль Бухараєв — поет, прозаїк і перекладач
- Рашід Вагапов — співак
- Тазі Гіззат — драматург
- Аяз Гілязов — письменник
- Амірхан Енікі — письменник
- Гульшат Зайнашева — поетеса, драматург
- Накі Ісанбет — письменник
- Галія Кайбицька — перша народна артистка Татарської АРСР
- Гільм Кама — вчений-хімік
- Шаріф Камал — письменник, драматург
- Габдулла Карієв — актор, режисер
- Шігабутдін Марджані — богослов, філософ, історик, просвітитель
- Туфан Міннуллін — драматург, прозаїк
- Рафаель Мустафін — літературознавець, критик
- Хамід Муштарі — вчений у галузі механіки
- Каві Наджмі — письменник, поет і перекладач
- Каюм Насирі — учений-просвітитель, історик-етнограф, мовознавець, письменник
- Сара Садикова — композитор
- Саліх Сайдашев — композитор
- Марсель Салімжанов — театральний режисер
- Сахібджамал Гіззатуллін-Волзька — актриса
- Зайні Султан — актор, режисер
- Габдулла Тукай — народний поет
- Хасан Туфан — поет, письменник
- Бакі Урманче — живописець, скульптор, графік
- Джаудат Файзі — композитор
- Ханія Фархі — співачка
- Сібгат Хакім — поет
- Ільгам Шакіров — співак
- Ільдар Юзеєв — поет, драматург
- Хусаін Ямашев — революціонер
- Фаніс Яруллін — письменник
- Рустем Яхін — композитор

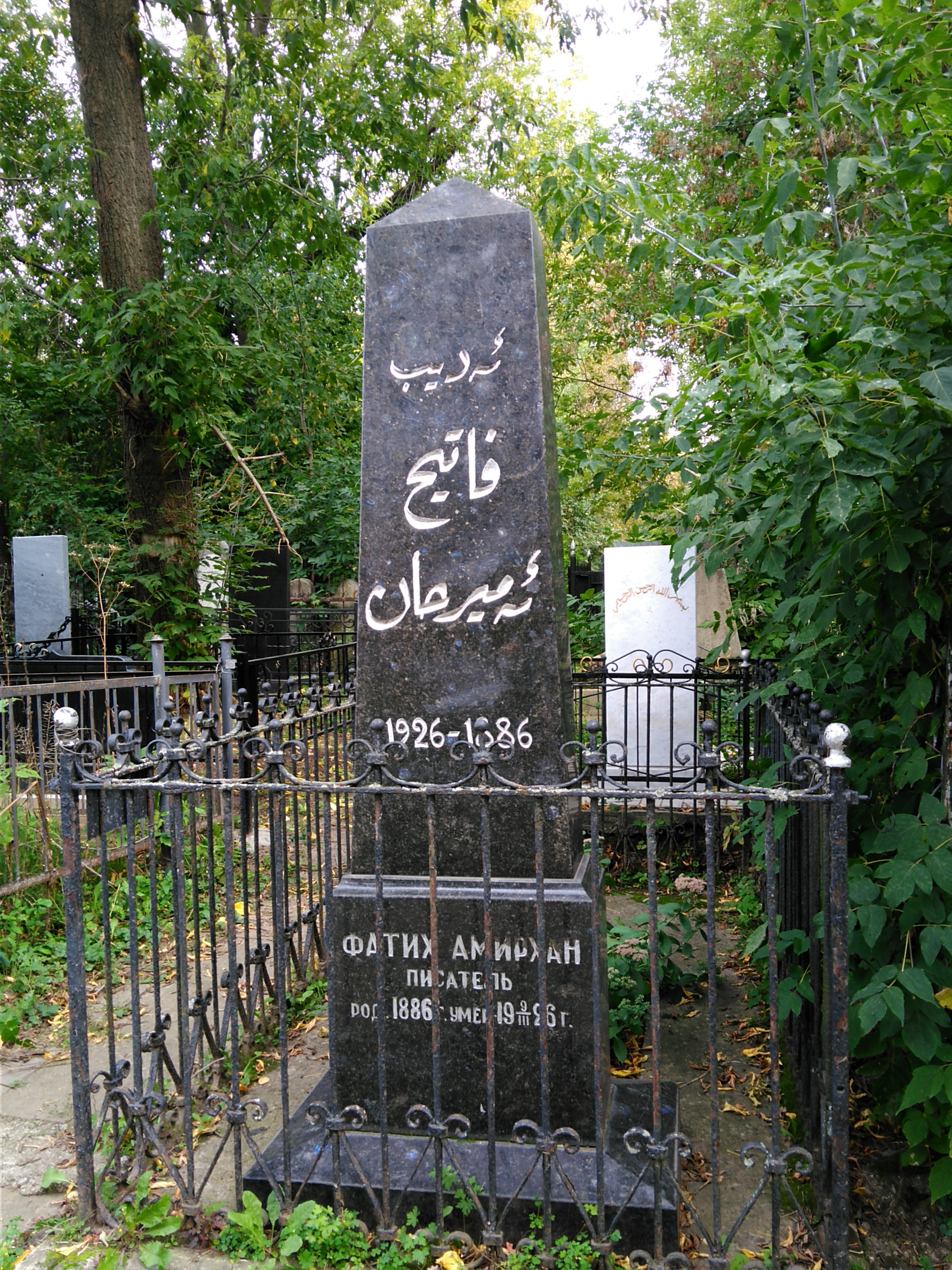
Могила Фатіха Амірхана
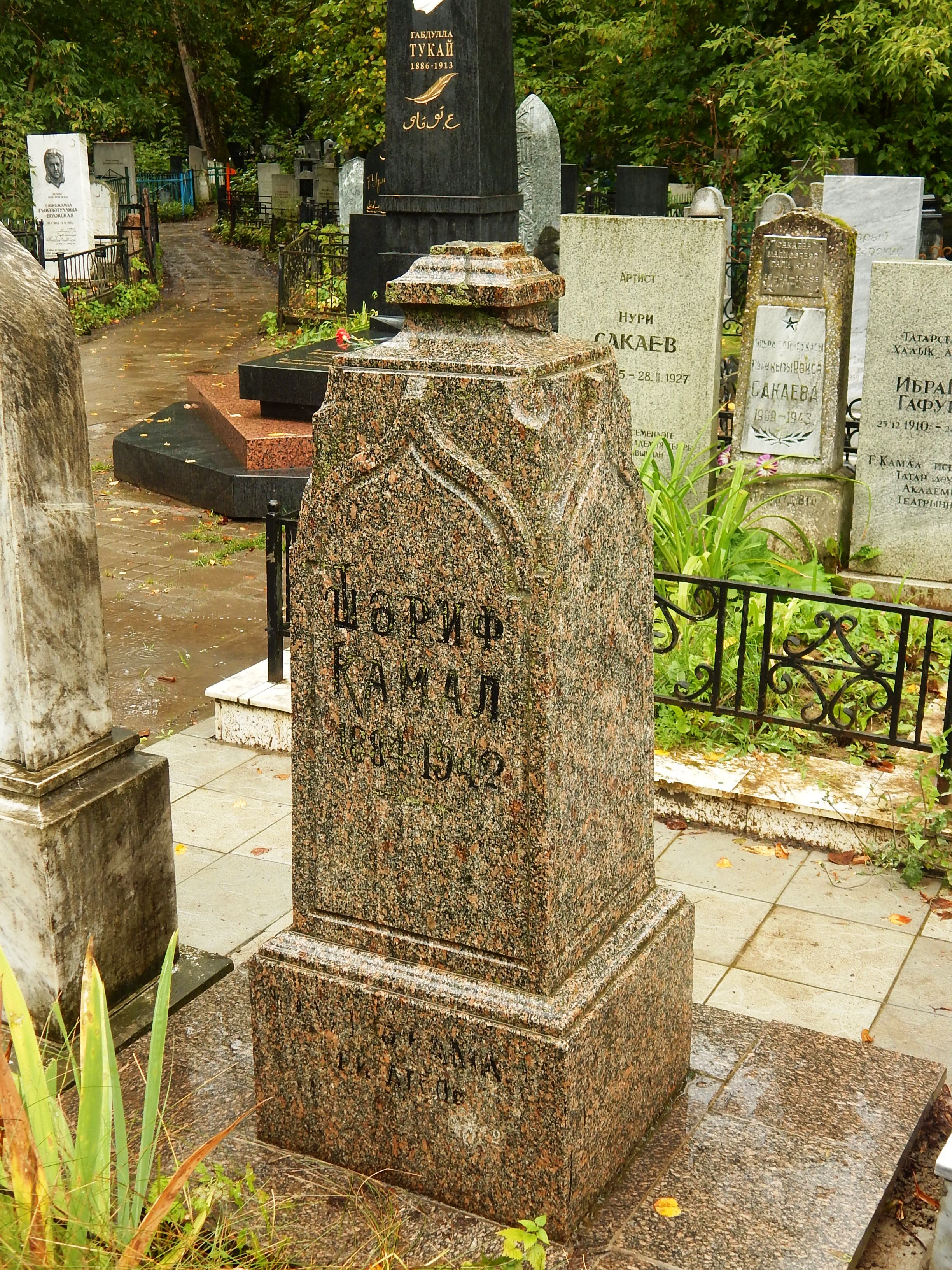
Могила Камала Шаріфа
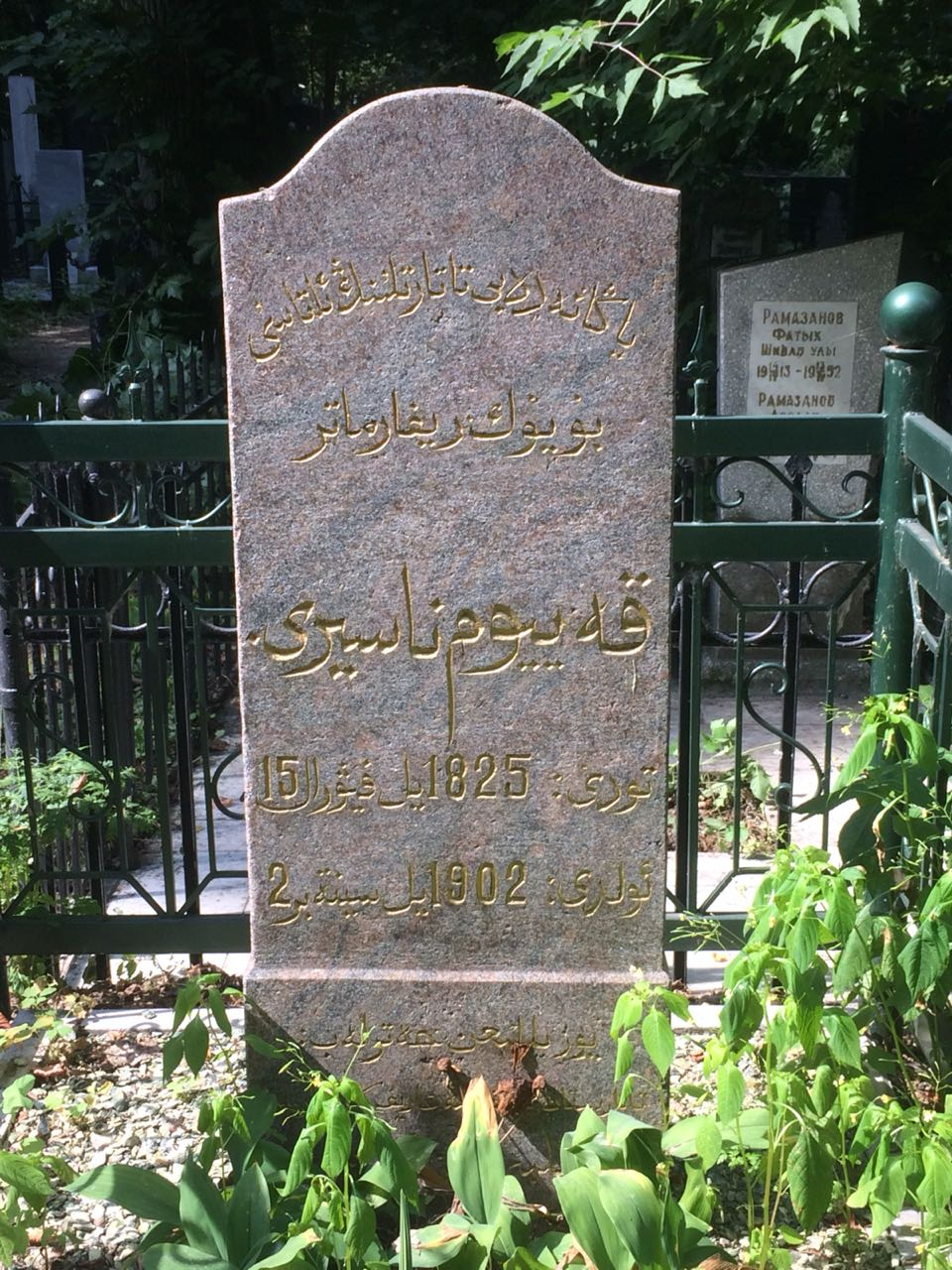
Могила Каюма Насирі